# Sztojenyásza
Sztojenyásza románul: Stoieneasa, falu Romániában, Erdélyben, Hunyad megyében.

## Fekvése
Marosillyétől északkeletre, az Erdélyi-érchegység alatt, Krecsunesd, Fornádia között fekvő település.

## Története
Sztojenyásza, Kőfalu, Kövesdfalva nevét 1437-ben említette először oklevél p. Keuesd néven.
1468-ban p. Kewfalw Illye város birtoka volt. 1497-ben Kewesfalw Barcsa-birtok, 1506-ban pedig Hunyadvár tartozékai között szerepelt.
1505-ben Kevesdfalwa néven a Szentgyörgyiek birtoka. 1518-ban a Hermán nembeli Kajáni Dánielek kapták királyi adományul. 1520-ban Kewesfalwa részbirtokosai: a Hermán nemzetség ivadékai: Szentgyörgyi, Felpestesi, Szentgyörgyi Makrai, Bácsfalvi Pap, Barcsai családok. 1533-ban a Galacziak kiegyeztek a Németi Nemesekkel Kewfalu zálogos részeit illetően. 1536-ban Kewsfalw a Németi Nemesek részbirtoka.
Későbbi névváltozatai: 1733-ban Stojenása, 1750-ben Sztojeneszé, 1760–2-ben Szyojenásza. 1808-ban Sztojenyaszá, 1861-ben és 1913-ban Sztojenyásza.
A trianoni békeszerződés előtt Hunyad vármegye Dévai járásához tartozott.
1910-ben 374 görögkeleti ortodox román lakosa volt.

## Források

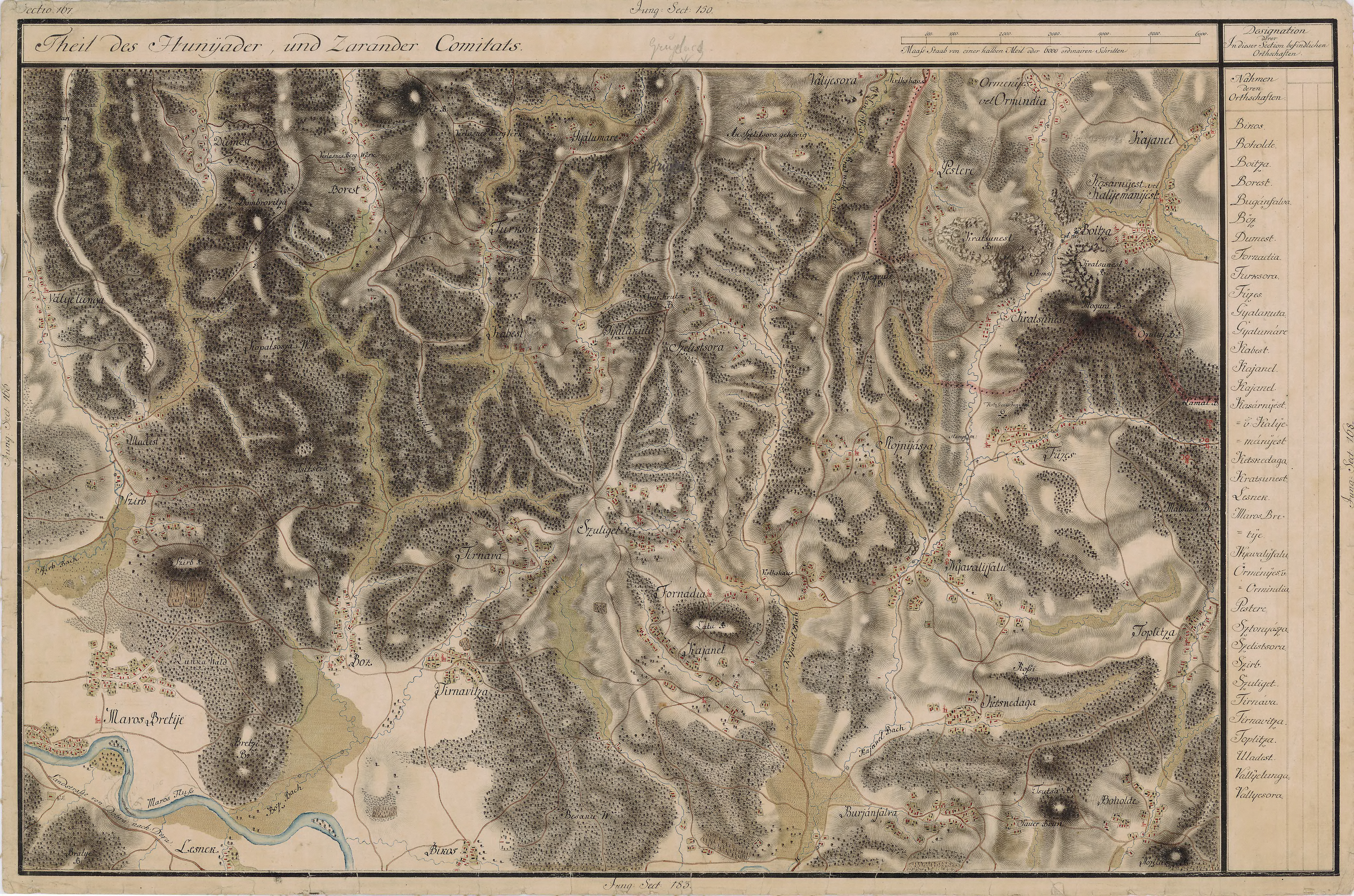
Sztojenyásza egy régi térképen